# Du ved det
Du ved det debutalbummet af den dansk reggae-sanger Wafande, som udkom den 22. august 2011 på Universal Music. Albummet er produceret af producer-duoen Donkey Sound – der består af Andreas Keilgaard og Søren Schou – samt Lasse Kramhøft, bedre kendt som Pilfinger. Den 23. maj 2011 udkom forløberen og førstesinglen "Gi' mig et smil", der gæstes af Kaka. "Ny dag" blev udsendt som andensingle den 26. september 2011. Den 7. november 2011 udkom tredje single "En anden" sammen med Xander. Albummet genudgives den 5. november 2012 i en Bonus Edition, der indeholder sangene "Uartig", "Drik ud" og "Bye Bye". "Uartig" blev udgivet som albummets tredje single den 11. juni 2012, mens "Drik ud" vil blive udsendt som fjerde single på udgivelsesdagen for albummet.

## Spor
| #   | Titel                              | Sangskriver(e)                                  | Længde |
| --- | ---------------------------------- | ----------------------------------------------- | ------ |
| 1.  | "Kom ned til vandet"               | Wafande Jolivel, Andreas Keilgaard, Søren Schou | 3:56   |
| 2.  | "Flot figur"                       | Jolivel, Keilgaard, Schou                       | 3:18   |
| 3.  | "Gi' mig et smil" (featuring Kaka) | Jolivel, Rajabu Willer, Keilgaard, Schou        | 2:56   |
| 4.  | "Jeg ser dig"                      | Jolivel, Keilgaard, Schou                       | 3:45   |
| 5.  | "Reggae hver dag"                  | Jolivel, Keilgaard, Schou                       | 4:36   |
| 6.  | "Ulven kommer"                     | Jolivel, Keilgaard, Schou                       | 3:01   |
| 7.  | "Ny dag"                           | Jolivel, Keilgaard, Schou, Lasse Kramhøft       | 3:27   |
| 8.  | "Du gir' mig varme"                | Jolivel, Keilgaard, Schou                       | 2:36   |
| 9.  | "Du er farlig"                     | Jolivel, Keilgaard, Schou                       | 3:06   |
| 10. | "Se din love" (featuring Pharfar)  | Jolivel, Keilgaard, Schou                       | 3:44   |
| 11. | "En anden" (featuring Xander)      | Jolivel, Andreas Linnet, Keilgaard, Schou       | 3:38   |
| 12. | "Lang vej hjem" (Akustisk version) | Jolivel, Keilgaard, Schou                       | 4:41   |

| 13. | "Uartig"  |  |
| 14. | "Drik ud" |  |
| 15. | "Bye Bye" |  |